# Ciputra
Ciputra, también conocido como Tjiputra (nacido Tjie Tjin Hoan; Parigi, provincia de Célebes Central, Indias Orientales Neerlandesas —actual Indonesia—, 24 de agosto de 1931-Singapur, 27 de noviembre de 2019), fue un empresario indonesio de bienes raíces y filántropo. Fundó el grupo Ciputra, una de las compañías inmobiliarias más grandes de Indonesia, que posee tres subsidiarias, incluyendo, Ciputra Development, que se encuentra registrada en la Bolsa de Yakarta. Es considerado uno de los filántropos indonesios más generosos. Estableció diez escuelas en todo el país, además de la Universidad de Emprendimiento Ciputra, localizada en Surabaya, y el Museo de Arte empresarial en Yakarta.
En 2018 fue registrado por Forbes como la 27.ª persona más rica de Indonesia, con un patrimonio neto equivalente a US$ 1200 millones.

## Educación y vida tempranas
Nació con el nombre de Tjie Tjin Hoan. Fue el tercer hijo de dos mercaderes de etnia china, Tjie Sim Poe (徐沈步) y Lie Eng Nio (李英娘). Tras la ocupación japonesa de las Indias Orientales Neerlandesas, durante la Segunda Guerra Mundial, Lie, el padre de Tjin, fue acusado falsamente de ser un espía neerlandés, y fue arrestado por los japoneses en 1943. Tjie aseguró desconocer lo que ocurrió con su padre tras el arresto, aunque se presume que murió en prisión.
Sin padre a la edad de 12 años, Tjie creció siendo pobre aunque, tras el fin de la Segunda Guerra Mundial, fue capaz retomar su educación. Tras finalizar su educación secundaria en Manado, entró al instituto tecnológico de Bandung, en Java. Se graduó en 1960.
Cuando tenía 25 años de edad, adoptó el monónimo Ciputra (también escrito como Tjiputra). Ci proviene de su apellido chino Tjie, mientras que la palabra putra proviene del indonesio y significa ‘hijo del medio’.

## Carrera
Mientras estudiaba la carrera de arquitectura en la universidad, Ciputra y dos colegas, Budi Brasali y Ismail Sofyan, crearon una consultoría inmobiliaria. Tras graduarse, Cipruta, decidió trabajar como promotor inmobiliario en vez de consultor. Habiéndose ganado la confianza de Soemarno Sosroatmodjo, Gobernador de Yakarta (1960-1964), se volvió CEO de Pembangunan Jaya (Grupo Jaya), una promotora parcialmente poseída por el gobierno provincial de Yakarta. Trabajó para la compañía por 35 años y se volvió un accionista minoritario por sus servicios. Sus mayores proyectos en Jaya incluyen Ancol Dreamland (Un resort Vacacional) y un mercado en el subdistricto de Senen.
Junto con sus compañeros de Universidad Brasali y Sofyan, el también fundó el Grupo Metropolitano, al cual sirvió como Presidente comisionado. Le previó de guía a la compañía, que cuenta al Grupo Salim como Inversor. El Grupo Metropolitano desarrollo Pondok Indah, un barrio residencial de clase alta, y invirtió en la construcción de otros proyectos en el extranjero.
Tras la graduación de sus hijos en universidades extranjeras, Ciputra fundó su compañía holding familiar, el Grupo Ciputra, por sus cuatro hijos. Además de sus hijos, su esposa, su hermano y su cuñado, estaban todos involucrados en la administración de este grupo. El también contrató ejecutivos profesionales para manejar la compañía, que desarrolló más de 30 grandes proyectos en Indonesia y en el extranjero, incluyendo Citra Raya, en Surabaya.
El Grupo Ciputra fue severamente afectado por la Crisis financiera asiática de 1997, durante la cual, Rupia indonesia se devaluó frente al dólar estadounidense, y por ende, sus deudas denominadas en dicha moneda se convirtieron en una carga económica mucho más pesada. Además, los disturbios antichinos surgieron contemporáneamente en Indonesia, lo que forzó a Ciputra, a abandonar varios proyectos debido a una caída en la venta de inmuebles. Le tomó al grupo varios años para reestructurar sus deudas, y no recobró la rentabilidad hasta 2005.
Después de recuperarse de la crisis, Ciputra diversificó su negocio de Indonesia y invirtió en proyectos mayores en China, Camboya y Vietnam, donde el grupo desarrolló un alto perfil a nivel internacional en la ciudad de Hanói, gracias a una alianza con el gobierno local.
El grupo Ciputra tiene tres subsidiarias registradas en la Bolsa de Yakarta. Ciputa Development, Ciputra Surya y Cipruta Property (Propiedades Ciputra). Cipruta Development es una de las compañías inmobiliarias más grandes de Indonesia. En 2018, Ciputra fue registrado por Forbes como la 27.ª persona más rica de Indonesia, con un patrimonio neto equivalente a US$ 1200 millones.

## Filantropía
Fue conocido como uno de los filántropos más generosos de Indonesia. Atribuyendo su éxito personal a la educación, financió la creación de diez escuelas, al igual que la Universidad Ciputra de Emprendimiento en Surabaya.
También era conocido por ser un ávido coleccionista de arte, y debido a ello, en 2014 inauguró el Museo Ciputra de Arte Empresarial, que posee una extensa colección de obras de su artista favorito, Hendra Gunawan.

## Vida personal
A la edad de 24, Ciputra se casó con Dian Sumeler, a quien conoció en Célebes. Con Sumeler tuvo cuatro hijos: Rina, Junita, Cakra y Candra. Sus cuatro hijos, trabajan en el grupo Ciputra y en Ciputra Development, y su hijo Candra Ciputra, también es el presidente de Ciputra Development.
Ciputra murió el 27 de noviembre de 2019, en un hospital en Singapur, donde se había estado tratando debido a una enfermedad. Tenía 88 años de edad.